# Пузыри (Тюменская область)
Пузыри — упразднённая деревня в Вагайском районе Тюменской области России. Входила в состав Ушаковского сельского поселения. В 2004 году исключена из учётных данных, в связи с прекращением существования.

## География
Деревня находилась в восточной части Тюменской области, в пределах подтаёжно-лесостепного района лесостепной зоны, севернее болота Мингинское, на расстоянии примерно 5 километров (по прямой) к северо-востоку от села Ушаково.

## История
До 1917 года входила в состав Ашлыкской волости Тобольского уезда Тобольской губернии. По данным на 1926 год деревня Пузырева состояла из 68 хозяйств. В административном отношении являлась центром Пузыревского сельсовета Черноковского района Тобольского округа Уральской области.

## Население
| 1989 | 2002 |
| ---- | ---- |
| 30   | ↘0   |

По данным переписи 1926 года в деревне проживало 282 человека (143 мужчины и 139 женщин), в том числе: русские составляли 98 % населения.